# Lafcadio Hearn
Patrick Lafcadio Hearn (Santa Maura, isla de Léucade, mar Jónico, Grecia; 27 de junio de 1850-Tokio, 26 de septiembre de 1904) fue un periodista, traductor, orientalista y escritor británico (Léucade estaba entonces bajo administración británica), de madre griega y padre irlandés (Irlanda estaba entonces también bajo administración británica), que dio a conocer la cultura japonesa en Occidente. 
Mantuvo su nacionalidad británica durante la mayor parte de su azarosa vida, hasta que, tras llevar un tiempo establecido en Japón, se nacionalizó en ese país, adoptando el nombre de Yakumo Koizumi (小泉 八雲 Koizumi Yakumo?).

## Biografía
Nació en Léucade (Λευκάδα), una de las islas Jónicas (de donde proviene su nombre Lafcadio); era hijo de una campesina griega de Citera, Rosa Antonia Cassimati, y de un cirujano militar irlandés católico, Charles Hearn, quien se hallaba allí con motivo de la ocupación inglesa. Su familia paterna era en parte bohemia; un tío suyo, Richard, era pintor y asistió a la escuela de Barbizón, si bien nunca le atrajo en especial esta disciplina. 
Cuando Hearn tenía seis años, su familia se trasladó a Dublín, donde Charles dejó a su esposa y a su hijo al ser destinado a las Indias Occidentales. Su madre, antes de volver a su país, confió a su hijo a una tía paterna que vivía en Gales. Deseosa de que cursara carrera eclesiástica, su tía abuela le hizo estudiar en varias escuelas parroquiales; sus padres, en fin, se desentendieron de él y sufrió una infancia bastante triste y solitaria; es más, perdió en un accidente el ojo izquierdo y quedó tuerto, lo que le confirió además un intenso complejo de inferioridad motivado también por su gran miopía; esta es la causa por la cual aparece en sus fotografías sin monóculo, de lado o con los ojos cerrados. 
Estudió, aparte de en Inglaterra e Irlanda, también en Francia, de cuyo idioma, así como del español, traducirá algunos textos, y perdió la fe completamente. En 1869 marchó a Nueva York, donde se ganó la vida trabajando en restaurantes. Luego, en Cincinnati (Ohio), trabajó como corrector de pruebas y consiguió ingresar como redactor del The Cincinnati Enquirer en 1873. 
Sus artículos sobre el mundo marginal de la ciudad resultaron muy entretenidos y muy pronto le nombraron cronista; pero sus relaciones íntimas con una mulata, Alethea ("Mattie") Foley, provocaron un escándalo tal que le echaron. Le admitieron en el periódico rival de esa misma ciudad, The Commercial; sin embargo le despidieron también en 1877; tras siete meses de privaciones se marchó a Nueva Orleans y pudo entrar en el periódico Ítem de esta ciudad; se interesa por el vudú, la historia, la cocina y los barrios bajos del lugar y escribe famosos artículos al respecto; ya en 1881 empezó a trabajar con buen sueldo en The Times Democrat, para el que escribió artículos de fondo y sueltos en los números dominicales, donde también publicó traducciones del francés y el español en un pulido estilo literario: de hecho, se considera que Lafcadio Hearn es el único estilista en esa época de los Estados Unidos. Recogió algunos de estos trabajos en Hojas sueltas de literatura extraña (1884) y en Gombo Zhebes (1885), donde ofrece una imagen decadente y hedonista de Nueva Orleans. A partir de este último año sus textos aparecieron en las revistas de Nueva York y en 1887 publicó Fantasmas de China; trabaja también en Scribner's Magazine y ese mismo año The Harper's Magazine le envió como corresponsal a la Martinica, donde permaneció dos años y medio; fruto literario de esa estancia fueron Dos años en las Antillas francesas (Two years in the French West Indies, 1890), la mejor descripción de estas islas publicada hasta hoy, y Youma, The Story of a West-Indian Slave ("Yuma, la historia de un esclavo de las Indias Occidentales"), del mismo año. Publica varias traducciones de escritores franceses importantes (relatos de Guy de Maupassant o Las tentaciones de San Antonio de Gustave Flaubert) y también sus primeros escritos propios. De entre estos últimos, dos novelas: Guita y Karma.
Absolutamente harto de la mentalidad y costumbres norteamericanas, en 1890 marchó a Japón para escribir allí otra serie de artículos destinada también a The Harper's Magazine. Pero, poco después de su llegada a Yokohama, rompió sus relaciones con este periódico irritado por la tiranía de los editores y, con el apoyo del profesor Basil Hall Chamberlain, de la Universidad de Tokio, se dedicó a la enseñanza.

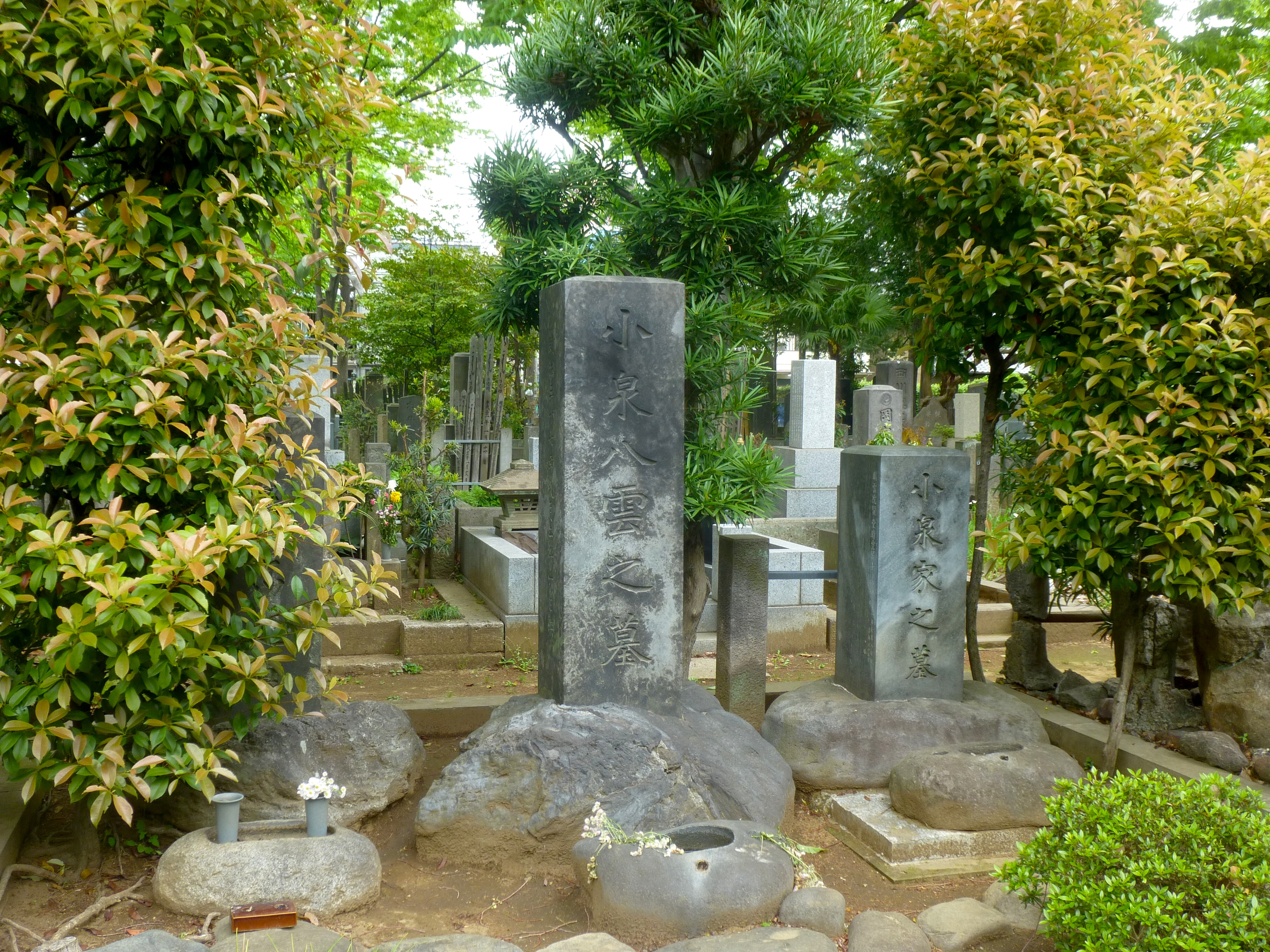
La tumba de Hearn, en el cementerio Zōshigaya.

Visiones del Japón menos conocido (1894) fue el primero de doce excelentes volúmenes que escribió sobre Japón, cuya lengua nunca llegó a dominar completamente. 
Se casó con Setsuko Koizumi, perteneciente a una buena familia japonesa de samuráis; juntos tuvieron cuatro hijos y junto a ella consiguió la estabilidad que había estado buscando en sus viajes. Ella le contó los interesantes cuentos tradicionales de espectros y aparecidos que aprovechó para escribir sus relatos de fantasmas orientales; su dominio de la lengua local era imperfecto y su esposa ignoraba el inglés, pero ambos podían comunicarse en un japonés rudimentario. 
Consiguió un empleo de profesor de inglés en Matsue (Shimane); a fin de resolver las cuestiones legales planteadas por su matrimonio, se hizo súbdito japonés en 1895, se convirtió al Budismo y asumió el nombre de Koizumi Yakumo, con lo cual su sueldo pasó a ser muy inferior al de los extranjeros no naturalizados. 
En 1894 abandonó la enseñanza y obtuvo el puesto de redactor jefe de The Cronicle, un periódico en inglés de la ciudad portuaria de Kōbe; finalmente, el profesor Chamberlain le obtuvo la cátedra de literatura inglesa de la Universidad de Tokio, donde enseñó hasta 1903 e impartió unas lecciones que fueron publicadas de forma póstuma. 
Su última obra es un agudo sumario de los conocimientos que Hearn llegó a reunir sobre su país adoptivo: Japón. Ensayo de interpretación. 
Su labor resulta aún muy valiosa para la comprensión del mundo y de la civilización orientales, y destacó también como un excelente narrador de cuentos de fantasmas; entre las diversas colecciones en que reunió estos relatos, destaca en especial Kwaidan, que fue además llevada al cine.
Aparece como personaje en el manga "La época de Botchan", de Jiro Taniguchi y Natsuo Sekikawa, donde se insinúa que su vida influyó en la obra de Natsume Soseki.

## Obra
- Chita (1884)
- Glimpses of Unfamiliar Japan (1894)
- Out of the East: Reveries and Studies in New Japan (1895)
- Kokoro: Hints and Echoes of Japanese Inner Life (1896)
- Gleanings in Buddha-Fields: Studies of Hand and Soul in the Far East (1897)
- Exotics and Retrospectives (1898)
- Japanese Fairy Tales (1898) y secuelas
- In Ghostly Japan (1899)
- Shadowings (1900)
- Japanese Lyrics (1900) - en haiku
- A Japanese Miscellany (1901)
- Kottō: Being Japanese Curios, with Sundry Cobwebs (1902)
- Kwaidan: Stories and Studies of Strange Things (1903)
- Japan: An Attempt at Interpretation (1904; publicado poco después de su muerte)
- The Romance of the Milky Way and other studies and stories (1905; obra póstuma)

## Obras traducidas al castellano
- Kokoro. Impresiones de la vida íntima del Japón. Traducción de Julián Besteiro. Madrid, Daniel Jorro editor, 1907.

- Fantasmas de la China y el Japón. Traducción de Armando Vasseur. Lima, Biblioteca de La Prensa, 1920.

- Kwaidan (Cuentos fantásticos). Historias y estudios de extrañas cosas. Traducido del inglés por Pablo Inestal. Madrid, Calpe, 1922. (Incluye la leyenda "Furisode", "El jinete de cadáveres", "La doncella del cuadro" entre otros)

- Chita o Recuerdos de la Isla Última. Buenos Aires, Editorial Argonauta, "Biblioteca Moderna", 1946. Sin mención de traductor. (Incluye 'El espejo de la doncella' y 'La boda fantástica').

- Fantasmas de la China y del Japón. Cuentos . Ilustraciones de J. Giménez. Modesto Vázquez García Editor. México, D. F.,1950.

- El romance de la Vía Láctea. Traducción de Pablo Inestal. Compañía Editora Espasa-Calpe, Madrid, 1921 (luego en Argentina, "Colección Austral", 1951).

- Kwaidan. Traducción de Carlos Gardini. Madrid, Ediciones Siruela, 1987.

- Historias misteriosas. Kaidan. Traducción de Montse Watkins. Kamakura, Japón, Luna Books, 1996.

- La linterna de peonía y otras historias misteriosas. Traducción de Montse Watkins. Kamakura, Japón, Luna Books, 1998.

- En el país de los dioses. Relatos de viaje por el Japón Meiji, 1890-1904. Selección y traducción de José Manuel de Prada Samper. Barcelona, Acantilado, 2002.

- El Romance de la Vía Láctea. Colección Bárbaros. Ediciones Barataria, Barcelona, 2004.

- Kwaidan, cuentos fantásticos del Japón. Alianza Editorial, Madrid, 2007. El libro de bolsillo. Traducción de Pablo Inestal (reedición de la primera de 1922).

- El niño que dibujaba gatos. La Coruña, Ediciones del Viento, 2004.

- Relatos chinos de espíritus. Miraguano Ediciones, Madrid 2006.

- Chita. Recuerdos de Última Isla. Traducción de Eduardo Chapernel Elorduy. México, Los libros de Homero, 2007.

- En el Japón espectral. Alianza Editorial, 2008. Próloggo y traducción de Arturo Agüero Herranz.

- Fantasmas de la China, traducción de Marcos Mayer y posfacio de Pablo de Santis, Editorial La Compañía, Buenos Aires, 2008.

- El Japón fantasmal. Satori Ediciones, Gijón 2008. Traducción de Marián Bango Amorín.

- Japón, Un intento de interpretación. Satori Ediciones, Gijón, 2009. Traducción de Marián Bango Amorín.

- Kokoro. Ecos y nociones de la vida interior japonesa. Miraguano Ediciones, Madrid, 2009. Traducción de José Kozer.

- En la cueva de los espectros infantiles y otros relatos. Palma de Mallorca, José J. de Olañeta Editor, 2010.

- El Japón fantasmal. Satori Ediciones, Gijón, 2010. Traducción de Marián Bango Amorín.

- Sombras. Satori Ediciones, Gijón, 2011. Traducción de Marián Bango Amorín.

- Última isla. Errata Naturae, Madrid 2011. Traducción de Bernardo Moreno.

- Fantasmas de la China. Madrid, Páginas de espuma, 2011. Traducción de Marcos Mayer. Postfacio de Pablo de Santis.

- Youma. Errata Naturae, Madrid 2012. Traducción de Bernardo Moreno.

- Fantasmas de la China y el Japón.. Traducción de Armando Vasseur. Prólogo de Luis Alberto de Cuenca. Sevilla, Ed. Renacimiento, 2012.

- Kwaidan. Les Punxes Peninsular, Barcelona, 2015.

- Kokoro. Ecos y apuntes de la vida íntima de Japón. Satori Ediciones, Gijón, 2021. Traducción de Karla Fuji (Karla Toledo Velarde).

- Misceláneas japonesas. Satori Ediciones, Gijón, 2022. Traducción de Emilio Jaramillo.

## Adaptación
El director japonés Masaki Kobayashi adaptó cuatro cuentos de Hearn en su película de 1964, Kwaidan.